# Gabriela Pizarro
Gabriela Eliana Pizarro Soto (Lebu, 14 de octubre de 1932-29 de diciembre de 1999) fue una folclorista, investigadora, docente y cantautora chilena. Es considerada una de las tres investigadoras esenciales del folclore de Chile, junto con Violeta Parra y Margot Loyola. Como ellas, conjugó las principales disciplinas de ese quehacer, entre la investigación, la creación, la difusión y la enseñanza.

## Vida y obra
Hija de José Abraham Pizarro y Blanca Hortensia Soto Figueroa. Su madre había estudiado en el Conservatorio Nacional y en Lebu era una activa participante del coro de la iglesia, de la orquesta de profesores y de grupos de teatro, zarzuela y opereta. Gabriela vivió sus primeros acercamientos al folclor al acompañar a su padre a cobrar arriendo a los inquilinos que vivían en su propiedad. Fue en estas visitas en las que conoció el velorio del angelito, la cama redonda, el oficio de los hierbateros y otras costumbres típicas. Su madre la influenció mucho a ella en sus primeros años junto a su nana Elba González, cantora de chinganas. Gabriela Pizarro mostró desde temprano una salud frágil, pero la música quedó a salvo.
En 1939, por razones de trabajo su familia se trasladó a Santiago, donde se inscribió en la Escuela Normal N.º 2, participando en el grupo musical del colegio y tomando clases de guitarra con la profesora Isabel Soro, gracias a quien entró a un curso dictado por Margot Loyola en una escuela de verano de la Universidad de Chile. Y las primeras tonadas, valses, cuecas y boleros que aprendió a tocar fueron también el comienzo de su carrera definitiva. Allí conoció a Silvia Urbina, Jaime Rojas, Rolando Alarcón y Víctor Jara, entre muchos otros, lo que la motivó en su labor de investigadora, educadora e intérprete del folclor chileno.

### Loyola y Parra, la maestra y la madrina
Gabriela Pizarro ya había visto actuar en Santiago al célebre dúo de Las Hermanas Loyola, y ahora encontraba en Margot a una maestra que valoraba el arte popular que ella había conocido en su infancia.

«Había que hacer una prueba para participar en un encuentro de canto en el Teatro Baquedano. Había que sacarle una segunda voz a una cueca… En la cordillera llueve y en la mar está tronando… Yo ya la estaba sacando al oído y ella dijo ‘Díganle a esa niñita que venga para acá’. Y por eso me cotizó», recuerda en sus memorias. «Yo la adoraba. Era una cosa loca detrás de la Margot. Era fascinante».

Con ese impulso, en 1956 Gabriela Pizarro volvió a Lebu y entrevistó a las cantoras Noemí Chamorro, de Quiapo, y Olga Niño, entre otras. De ellas aprendió cuecas, mazurcas, tonadas, canciones religiosas y bailes como el chapecao y el chincolito, con los que dio forma a un primer repertorio a base de cantos y danzas de Lebu que incorporó al grupo folclórico. Y un segundo encuentro fundamental estaba por venir. En 1957 sustituyó a Violeta Parra, que estaba de gira, en la emisión radial «Imágenes camperas» que la cantante tenía en radio Chilena.

«Necesitaban a una persona para cubrir un espacio de folklore en una radio. Ahí cantaba la Violeta. Yo la admiraba. Era igual a todas las señoras que había conocido en el campo». Tres meses duró el reemplazo. «Y conocí a la Violeta a su llegada. Cuando le entregué la audición yo había preparado un ponche de culén y unos alfajores negros para festejarla. Ella me hizo cantar (la tonada) "La jardinera", me acogió muy bien, se interesó. Después tenía fiestas y a veces me llamaba para que le colaborara». Algunas de esas invitaciones fueron a la ramada de Violeta Parra en el Parque Cousiño (1958) y su carpa en La Reina (1965).

En 1958 fundó el grupo Millaray. Con este conjunto se presentó hacia 1960 en el Teatro Municipal de Santiago, donde se dio a conocer un extenso trabajo de investigación en Chiloé donde recopilaron bailes como el pavo, el cielito, la trastasera, la pericona y muchos otros. Fue en el grupo donde conoció a Héctor Pavez, también folclorista, con quien luego contraería matrimonio.
Desde 1966 realizó docencia en la Facultad de Ciencias y Artes Musicales y Escénicas de la Universidad de Chile, se desempeñó como profesora de guitarra folclórica en la carrera de instructor de folclore de la Escuela Musical Vespertina, impartió desde 1968 la misma asignatura en la carrera de pedagogía musical y desde 1971 impartió danza folclórica en la carrera de pedagogía en danza. Con el grupo Millaray grabó 5 discos de larga duración, cuya labor conjunta se prolongó hasta el golpe de Estado de 1973 cuando muchos de sus integrantes, incluyendo a Gabriela Pizarro, fueron perseguidos políticos.
Después de 1973, y tras la muerte en el exilio de Héctor Pavez, la situación económica y social del momento la obligó a transformarse en cantora popular callejera, ejerciendo principalmente en La Vega y en peñas folclóricas que fructificaron en aquella época. Con posterioridad recibió invitaciones de exiliados, de modo que visitó Francia e Inglaterra en 1978, donde fue nombrada miembro del Instituto de Canto y Danza Británica; Holanda, España y Finlandia en 1985 y Canadá en 1987. De forma paralela grabó para el sello Alerce los casetes El folclor en mi escuela y Danzas tradicionales, ambos en 1979, y montó el espectáculo "Nuestro Canto", junto a Ricardo García en el teatro Cariola.
En 1987 retomó su labor como investigadora, particularmente sobre el romance. Así, bajo el alero de la Universidad de Chile, grabó el casete "Romances Cantados". Un año más tarde publicó "Cuadernos de terreno", donde plasmó gran parte de su labor investigativa. Con la vuelta a la democracia, editó su libro Veinte tonadas religiosas, y fue presidente de la Asociación Nacional del Folclor de Chile, ANFOLCHI, entre muchas otras actividades, las que se vieron interrumpidas por su muerte.

## Fallecimiento
El 29 de diciembre de 1999, Gabriela Pizarro falleció a causa de un cáncer al pulmón a los 67 años.

## Discografía
- Canciones campesinas (1982 - Alerce)
- Romances de allá y de acá I (1986 - Edición extranjera)
- Cantos de Rosa Esther (1989 - Autoedición)
- Romances cantados (1991 - Edición independiente)
- Veinte tonadas religiosas (1993 - Fondart)
- Las estaciones del canto (1999 - Fondart)
- 20 cuecas recogidas por Violeta Parra (2000 - Fondart)

### Compilaciones
- Gabriela Pizarro y conjunto (1999 - Alerce)
- Gabriela Pizarro y conjunto (1999 - Alerce)

### Colaboraciones
- La gran noche del folklore (1977 - Alerce)
- Folklore en mi escuela (1978 - Alerce)
- La gran noche del folklore (19? - Alerce)

### Libros
- Cuaderno de terreno - Apuntes sobre el romance en Chile (1987)